# Resolutie 2171 Veiligheidsraad Verenigde Naties
Resolutie 2171 van de Veiligheidsraad van de Verenigde Naties is op 21 augustus 2014 unaniem aangenomen door de VN-Veiligheidsraad. Besloten werd dat de Veiligheidsraad beter gebruik moest maken van de mogelijkheden die hij middels het Handvest van de Verenigde Naties ter hand had om mogelijke conflicten in de kiem te smoren.
De secretaris-generaal wees er bij aanvang van het debat op dat er een aantal gewelddadige conflicten tegelijk gaande waren – zoals in Syrië, Irak, Gaza, Zuid-Soedan, de Centraal-Afrikaanse Republiek en Oekraïne – en dat de manier waarop de VN ze aanpakte aan herziening toe was. De aard van conflicten veranderde immers en een zwakke overheid, extreme armoede, gebrek aan eenvormig leiderschap, slecht bewaakte grenzen, gemarginaliseerde bevolkingsgroepen, terrorisme en georganiseerde misdaad werkten ze in de hand.

## Inhoud
Om conflicten te voorkomen moesten de onderliggende oorzaken ervan structureel aangepakt worden; onder meer door de ordehandhaving te versterken, voor economische groei te zorgen, armoede te bestrijden, nationale verzoening, goed bestuur, democratie, gendergelijkheid en respect voor de rechten van de mens. Het was van belang dat situaties die konden uitmonden in een conflict op tijd werden opgemerkt, en door de secretaris-generaal onder de aandacht van de Veiligheidsraad gebracht, en dat onder meer diplomatie, bemiddeling, vredeshandhaving en ontwapening werden toegepast. Ook het opleggen van internationale sancties kon bijdragen. Daarnaast werd opgemerkt dat ook door extremisme en onverdraagzaamheid gemotiveerd terrorisme een rol speelde in meer en meer conflicten. Voorts was het van belang dat de straffeloosheid die heerste inzake genocide, mensenrechtenschendingen en oorlogsmisdaden en andere schendingen van het internationaal recht werd bestreden.
Het voorkomen van conflicten bleef bovenal de verantwoordelijkheid van landen zelf. De VN verleenden slechts ondersteuning aan nationale overheden. Het was bovendien de taak van alle landen om internationale onenigheden op vreedzame wijze op te lossen, zo wordt in hoofdstuk VI van het Handvest van de Verenigde Naties gesteld. Zaken als onderhandeling, bemiddeling, arbitrage en het aanspreken van regionale organisaties werden nog te weinig aangewend.

## Verwante resoluties
- Resolutie 2151 Veiligheidsraad Verenigde Naties
- Resolutie 2167 Veiligheidsraad Verenigde Naties

Lijst ·  2133 ·  2134 ·  2135 ·  2136 ·  2137 ·  2138 ·  2139 ·  2140 ·  2141 ·  2142 ·  2143 ·  2144 ·  2145 ·  2146 ·  2147 ·  2148 ·  2149 ·  2150 ·  2151 ·  2152 ·  2153 ·  2154 ·  2155 ·  2156 ·  2157 ·  2158 ·  2159 ·  2160 ·  2161 ·  2162 ·  2163 ·  2164 ·  2165 ·  2166 ·  2167 ·  2168 ·  2169 ·  2170 ·  2171 ·  2172 ·  2173 ·  2174 ·  2175 ·  2176 ·  2177 ·  2178 ·  2179 ·  2180 ·  2181 ·  2182 ·  2183 ·  2184 ·  2185 ·  2186 ·  2187 ·  2188 ·  2189 ·  2190 ·  2191 ·  2192 ·  2193 ·  2194 ·  2195